# Montjustin-et-Velotte
Montjustin-et-Velotte é uma comuna francesa na região administrativa de Borgonha-Franco-Condado, no departamento de Alto Sona. Estende-se por uma área de 7,54 km². Em 2010 a comuna tinha 120 habitantes (densidade: 15,9 hab./km²).